# Sauvegarde de justice
Ne doit pas être confondu avec Procédure de sauvegarde (droit français).
En droit français, la sauvegarde de justice est une mesure judiciaire ayant vocation à assurer la protection des biens ou de la personne des majeurs ou des mineurs émancipés, qui peut être déclinée en plusieurs formules, jusqu'aux mesures de tutelle ou de curatelle. 
La sauvegarde de justice est conditionnée à une altération des facultés mentales ou physiques de nature à altérer l'expression de la volonté de la personne à protéger. L'article 433 du Code civil précise que cette protection est nécessairement temporaire, d'un maximum de 12 mois renouvelable une fois.
Dans un premier temps, cette mesure est prise dans sa formule simplifiée et provisoire, plus rapide à mettre en œuvre qu'une curatelle ou qu'une tutelle. Elle est adaptée aux situations transitoires, comme une altération du jugement ou de l'expression de la volonté due à un problème médical (coma, traumatisme crânien…), ou bien comme une première étape avant une mise sous curatelle, le juge des tutelles pouvant le cas échéant requalifier la demande. 
La personne se fait assister par un mandataire de justice, qui peut être de l'entourage familial à titre bénévole ou une profession libérale qui se rémunère par un pourcentage des revenus de la personne placée sous protection.

## Protectiona posteriori
Cette mesure de protection est dite « de surveillance » : la personne demeure détentrice de sa pleine capacité juridique ; la protection est assurée a posteriori, soit par la demande de droit commun en annulation pour trouble mental, soit en rescision pour lésion ou réduction pour excès.

## Loi du 3 janvier 1968
Sous l'empire de la loi no 68-5 du 3 janvier 1968, la sauvegarde de justice était une mesure légale destinée à protéger les personnes dont les facultés mentales, altérées par une maladie, une infirmité ou un affaiblissement dû à l’âge, ou dont les facultés corporelles étaient altérées au point d’empêcher l’expression de la volonté. Contrairement à la curatelle ou la tutelle, ce régime de protection laissait au majeur sa capacité juridique et la faculté d’organiser la gestion de ses intérêts. Par conséquent, la protection s'opérait dans les faits par un contrôle a posteriori des actes accomplis par le majeur seul.
La gestion des biens de la personne placée sous sauvegarde pouvait être assurée de trois manières différentes :
- le majeur pouvait, antérieurement ou lors de sa mise sous sauvegarde, désigner un mandataire chargé d’administrer ses biens : on parlait alors de mandat conventionnel ; la régularité et l'exécution de ce mandat étaient soumises au contrôle du juge des tutelles ;
- en l’absence de désignation d'un mandataire, le responsable de l’établissement de soins qui accueillait le majeur à protéger, ou le conjoint du majeur, ses ascendants, ses descendants, ses frères ou sœurs, le ministère public ou encore le juge des tutelles étaient tenus d’effectuer les actes conservatoires que nécessite la gestion de son patrimoine ; on parlait de « gestion d’affaires » ;
- enfin, si la situation présentait un caractère urgent ne pouvant être réglée ni par un mandat conventionnel, ni par une gestion d’affaires, le juge des tutelles pouvait désigner un mandataire spécial en précisant limitativement les éléments du patrimoine qu’il aurait à gérer et le type d’actes d’administration qu’il serait autorisé à faire (percevoir des ressources, assurer les dépenses courantes, dresser un inventaire des biens meubles et immeubles, etc.).

La sauvegarde de justice, mesure provisoire, prenait fin dès que l’intéressé retrouvait ses facultés. Dans le cas contraire, le majeur sous sauvegarde de Justice pouvait voir sa mesure aggravée et transformée en un régime plus protecteur, mais aussi plus contraignant : curatelle, voire tutelle si la curatelle ne suffisait pas.

## Loi du 5 mars 2007
Comme toutes les mesures de protection juridique, la sauvegarde de justice a été réformée par la loi n° 2007-308 du 5 mars 2007 portant réforme de la protection juridique des majeurs, entrée en vigueur le 1er janvier 2009,, entrée en vigueur le 1er janvier 2009, qui n'a apporté que quelques retouches sans grands bouleversements. Ces dispositions figurent désormais aux articles 433 à 439 du Code civil français.

### Réaffirmation des principes gouvernant la protection des majeurs
La loi no 2007-308 du 5 mars 2007 rappelle que les mesures de protections judiciaires doivent respecter trois principes fondamentaux : la subsidiarité, la nécessité et la proportionnalité.

### Mise en œuvre de la sauvegarde de justice

#### Dispositions communes aux mesures de protection
Le Code Civil prévoit des conditions communes aux mesures de protection.
Ainsi, les personnes majeures et les mineurs émancipés peuvent recevoir la protection de leur personne et de leurs biens que leur état ou leur situation rend nécessaire. Cette nécessité est constituée par l'impossibilité pour une personne de pourvoir seule à ses intérêts en raison d'une altération, médicalement constatée, soit de ses facultés mentales, soit de ses facultés corporelles de nature à empêcher l'expression de sa volonté.
Le Code civil prévoit que cette protection est instaurée et assurée dans le respect des libertés individuelles, des droits fondamentaux et de la dignité de la personne. Elle a pour finalité l'intérêt de la personne protégée, et doit favoriser, dans la mesure du possible, l'autonomie de celle-ci. La mesure doit alors être proportionnée et individualisée en fonction du degré d'altération des facultés personnelles de l'intéressé. S'il n'en est pas disposé autrement, cette mesure est destinée à la protection tant de la personne que des intérêts patrimoniaux de celle-ci. Elle peut toutefois être limitée expressément à l'une de ces deux missions.
Il appartient au juge des tutelles et au procureur de la République d'exercer une surveillance générale des mesures de protection.
La demande d'ouverture de la mesure peut être présentée au juge par la personne qu'il y a lieu de protéger ou, selon le cas, par son conjoint, le partenaire avec qui elle a conclu un pacte civil de solidarité ou son concubin – à moins que la vie commune ait cessé entre eux – ou par un parent ou un allié, une personne entretenant avec le majeur des liens étroits et stables, ou la personne qui exerce à son égard une mesure de protection juridique. Elle peut être également présentée par le procureur de la République soit d'office, soit à la demande d'un tiers.
La demande est accompagnée, à peine d'irrecevabilité, d'un certificat circonstancié rédigé par un médecin choisi sur une liste établie par le procureur de la République. Le coût de ce certificat est fixé par décret en Conseil d'État. Pour l'application du dernier alinéa de l'article 426 du Code civil et de l'article 431, le médecin spécialiste peut solliciter l'avis du médecin traitant de la personne qu'il y a lieu de protéger.
Le juge statue, une fois la personne entendue ou appelée. L'intéressé peut être accompagné par un avocat ou, sous réserve de l'accord du juge, par toute autre personne de son choix.
Le juge peut toutefois, par décision spécialement motivée et sur avis du médecin mentionné à l'article 431 du Code civil, décider qu'il n'y a pas lieu de procéder à l'audition de l'intéressé si celle-ci est de nature à porter atteinte à sa santé ou s'il est hors d'état d'exprimer sa volonté.

#### Dispositions particulières à propos de la sauvegarde de justice
S'agissant de l'ouverture d'une mesure de sauvegarde de justice, elle peut, en plus des dispositions évoquées ci-dessus, résulter d'une procédure médicale très particulière prévue à article L.3211-6 du Code de la santé publique. Ainsi, en cas d'hospitalisation, le médecin, sous couvert du directeur du centre hospitalier ou du responsable administratif présent ce jour-là (infirmier général, DRH...) peut faire une déclaration au procureur de la république du lieu de traitement, qui a pour effet de placer le malade sous sauvegarde de justice. Le représentant de l'État dans le département doit être informé par le procureur de la mise sous sauvegarde.
L'ordonnance prononçant la mesure ne peut prévoir une durée supérieure à 1 an, mais peut être renouvelée une fois pour la même durée.

### Effets de la mesure
Au cours de la mesure, la personne conserve l'exercice de ses droits civiques, commerciaux et juridiques. Elle est donc capable, mais bénéficie, comme avant la loi no 2007-308 du 5 mars 2007, d'une protection a posteriori, avec:
- l'action en rescision pour lésion, dans ce cas l'acte sera annulé ;
- l'action en réduction pour excès, quand l'engagement est inopportun, celui-ci sera réduit.

#### Protection des biens de la personne protégée
Concernant l'administration des biens de la personne protégée, plusieurs situations peuvent se rencontrer.
- Si la personne protégée a désigné le mandataire pour s'occuper de ses affaires avant sa mise sous protection, le mandataire reste en fonction, à moins qu'il ne soit révoqué ou suspendu par le juge des tutelles, le mandataire étant entendu ou appelé. La loi nouvelle ne fait plus référence au mandat donné par la personne après avoir été placée sous sauvegarde de justice – ce mandat n'en serait pas pour autant caduc, puisque le majeur conserve l'exercice de ses droits.
- En l'absence de mandat, on suit les règles de la gestion d'affaires (actes conservatoires et d'administration effectués par un gérant pour le compte d'un géré, ce qui implique la responsabilité du premier et oblige le second au remboursement des sommes avancées) ; il est tout de même fait obligation à certaines personnes (proches parents, directeur de l'établissement où est soigné le malade) d'assumer cette gestion, tout au moins en ce qui concerne les actes conservatoires.
- Quand la personne ne désigne pas de mandataire et que la gestion d'affaires ne suffit pas, le juge des tutelles peut désigner un mandataire spécial pour accomplir un ou plusieurs actes déterminés[16].

#### Protection de la personne protégée
S'agissant de la protection de la personne, l'article 438 du Code civil renvoie aux dispositions prévues aux articles 457-1 à 463. Ces derniers prévoient globalement trois types d'actes touchant à la sphère de la protection de la personne:
- les actes strictement personnels de l'article 458 du Code civil[18] que le majeur accomplit seul : l'article impose une liste non exhaustive d'actes strictement personnels : la déclaration de naissance d'un enfant, sa reconnaissance, les actes de l'autorité parentale relatifs à la personne d'un enfant, la déclaration du choix ou du changement du nom d'un enfant et le consentement donné à sa propre adoption ou à celle de son enfant ;
- les décisions personnelles ordinaires de l'article 459 alinéa 1 du Code civil[19] prises par le majeur seul ;
- les décisions personnelles touchant à l'intégrité personnelle ou à l'intimité de la vie privée[20], qui nécessitent l'intervention du mandataire judiciaire ; toutefois, la personne chargée de la protection du majeur ne peut, sans l'autorisation du juge ou du conseil de famille s'il a été constitué, prendre une décision ayant pour effet de porter gravement atteinte à l'intégrité corporelle de la personne protégée ou à l'intimité de sa vie privée.

### Fin de la mesure de sauvegarde de Justice
La mesure prend fin :
- par péremption de la déclaration, la mesure étant ordonnée pour une durée 1 an, renouvelable une fois pour la même durée[14] (le non-renouvellement entraîne son arrêt automatique) ;
- par une nouvelle déclaration attestant du retour à l'état normal de l'intéressé[14] ;
- par le décès du majeur protégé ;
- par radiation sur décision du procureur de la République, s'il a constaté un abus ;
- par l'ouverture d'une tutelle ou d'une curatelle : on parle alors d'aggravation de la mesure.

## Sauvegarde de justice médicale

### Article L3211 du code de la santé publique
L'article L3211 du code de santé publique en France prévoit la demande de procédure pour une "Sauvegarde de justice médicale",. La décision peut être prise rapidement sur déclaration médicale ou sur décision judiciaire. Après avis d’un médecin psychiatre, le juge a la possibilité de prononcer une sauvegarde pure et simple , au cours de laquelle la personne protégée conserve tous ses droits avec un contrôle a posteriori des décisions prises et une durée de deux mois renouvelable.

### Mandataire de justice
Mais cette décision peut aussi être accompagnée de la mise en place d’un mandataire de justice, appelé aussi "Mandataire Judiciaire à la Protection des Majeurs" (MJPM), notamment quand le juge des tutelles estime qu’aucun membre de la famille ou proche n'est apte à exercer la mesure de protection. Ce dernier est chargé d' assister et représenter la personne placée sous sauvegarde, procédure qui ne peut durer plus de deux ans car sa durée est d'un an renouvelable une fois,. Agréé par le Préfet, dans le cadre de la loi du 5 mars 2007, le MJPM n'est pas un fonctionnaire car il exerce à titre libéral. Il dispose d’une formation spécialisée. Afin de protéger un majeur vulnérable, le juge des tutelles peut aussi désigner le préposé d’un établissement hospitalier ou une personne morale gestionnaire de services. La personne placée sous sauvegarde de justice conserve l’exercice de ses droits, sauf ceux pour lesquels le juge des tutelles a désigné un mandataire spécial éception des revenus et règlement des dépenses, réception du courrier, vente immobilière, donation…).
Le majeur à protéger peut donner son avis sur le tuteur, le curateur ou la personne de son choix mais à titre consultatif: le juge doit prendre cet avis mais n'est pas obligé de le suivre. Si le juge ne choisit pas une personne désignée par le majeur à protéger, il doit en préciser la raison. C'est seulement lorsqu'aucun membre de la famille ou proche ne peut assumer la curatelle ou la tutelle que le juge peut choisir un mandataire judiciaire à l'extérieur. Un mandataire adjoint peut être désigné.

### Gratuité en cas de bénévolat de proche
Seules les familles peuvent exercer l'activité de mandats judiciaires de protection des majeurs à titre gratuit. Tous les MJPM doivent être rémunérés pour exercer leurs mandats.

#### Expertise médicale
Parmi les compostantes du coût de la protection, figure l'expertise médicale, d'un montant de 160 euros à la charge de la personne à protéger.

#### Participation mensuelle prélevée
Si un MJPM professionnel et non-bénévole intervient, une participation mensuelle est prélevée sur le compte de la personne protégée, qui constitue le coût mensuel de la protection, calculé au prorata des ressources mensuelles et du patrimoine de la personne "protégée". Seules celles dont les revenus mensuels sont équivalents ou inférieurs au montant de l'AAH en sont exonérées.
Le décret du 1er septembre 2018 a modifié cette rémunération, afin d'en augmenter le montant et de mutualiser le coût en mettant à plus forte contribution les personnes ayant des revenus salariés, tout en stipulant qu'un plus grand nombre de personnes devra payer ces frais de gestion. Cette participation est calculée désormais via un barème de trois tranches, selon les ressources de l'année précédente. La 1ère tranche concerne exclusivement les revenus inférieurs ou égaux au SMIC brut et la 2ème les revenus compris entre le SMIC brut et 2,5 fois le SMIC brut, avec un taux calculé sur la base de 23 % des revenus annuels:
- pour une retraite mensuelle de 1720 euros, sans aucune épargne,  la personne devra régler chaque mois environ 100 euros[26].
- pour une personne percevant 2630 euros par mois et disposant d'une épargne de 40000 euros, ce sera environ 260 euros par mois[26].

Dans l’exercice de son mandat, le mandataire doit faire preuve de désintéressément, mais l’article
419, alinéa 4 du Code civil prévoit qu'il peut solliciter auprès du juge des tutelles une rémunération exceptionnelle lorsqu’il a entrepris avec succès des démarches longues ou coûteuses dans l’intérêt du majeur protégé.